# (2914) Glärnisch
(2914) Glärnisch – planetoida z pasa głównego asteroid okrążająca Słońce w ciągu 3 lat i 147 dni w średniej odległości 2,26 j.a. Została odkryta 19 września 1965 roku w Observatorium Zimmerwald w Szwajcarii przez Paula Wilda. Nazwa planetoidy pochodzi od szczytu Glärnisch, znajdującego się w pobliżu rodzinnego miasta odkrywcy Glarus. Przed nadaniem nazwy planetoida nosiła oznaczenie tymczasowe (2914) 1965 SB.